# Julius von Groß genannt von Schwarzhoff

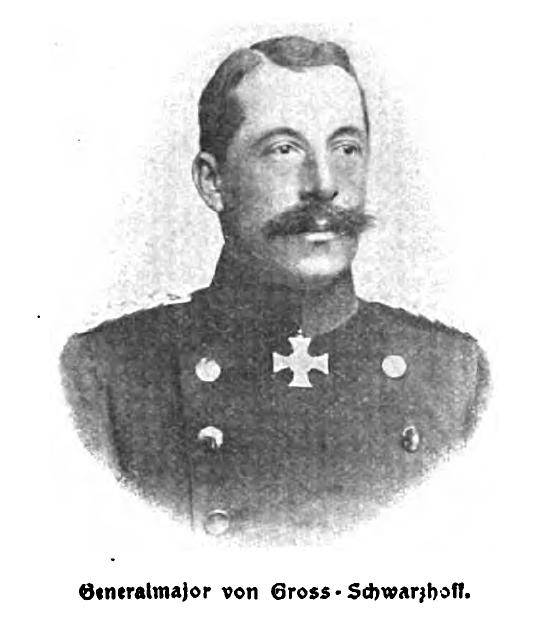
Julius von Groß genannt von Schwarzhoff (1850–1901)

Julius Karl von Groß genannt von Schwarzhoff (* 7. September 1850 in Magdeburg; † 16. April 1901 in Peking) war ein preußischer Generalmajor und Chef des Generalstabes des Armeeoberkommandos in Ostasien.

## Leben

### Herkunft
Seine Eltern waren der preußische General der Infanterie Julius von Groß (1812–1881) und dessen Ehefrau Berta, geborene von Lettow (1821–1910). Durch die preußische Namens- und Wappenvereinigung führte die Familie ab dem 6. Februar 1835 den Namen „von Groß genannt von Schwarzhoff“. Dietrich Christoph von Groß gen. von Schwarzhoff war sein Onkel; dieser blieb unvermählt.

### Militärkarriere
Groß besuchte das Gymnasium in Magdeburg und trat nach seinem Abschluss am 1. April 1870 in das 2. Garde-Regiment zu Fuß der Preußischen Armee ein. Er nahm während des Krieges gegen Frankreich an den Kämpfen bei St. Privat, Beaumont und Sedan sowie der Belagerung von Paris teil. Ausgezeichnet mit dem Eisernen Kreuz II. Klasse absolvierte er ab 1874 für drei Jahre die Kriegsakademie in Berlin und zeigte dort ein Talent für fremde Sprachen. Am 2. Januar 1878 in das Garde-Schützen-Bataillon versetzt, wurde er 1879 zum Premierleutnant befördert und 1879 zur Teilnahme an den Manövern in die Schweiz abkommandiert. Im Mai 1880 zum Großen Generalstab kommandiert, wurde er 1882 zum Hauptmann befördert.

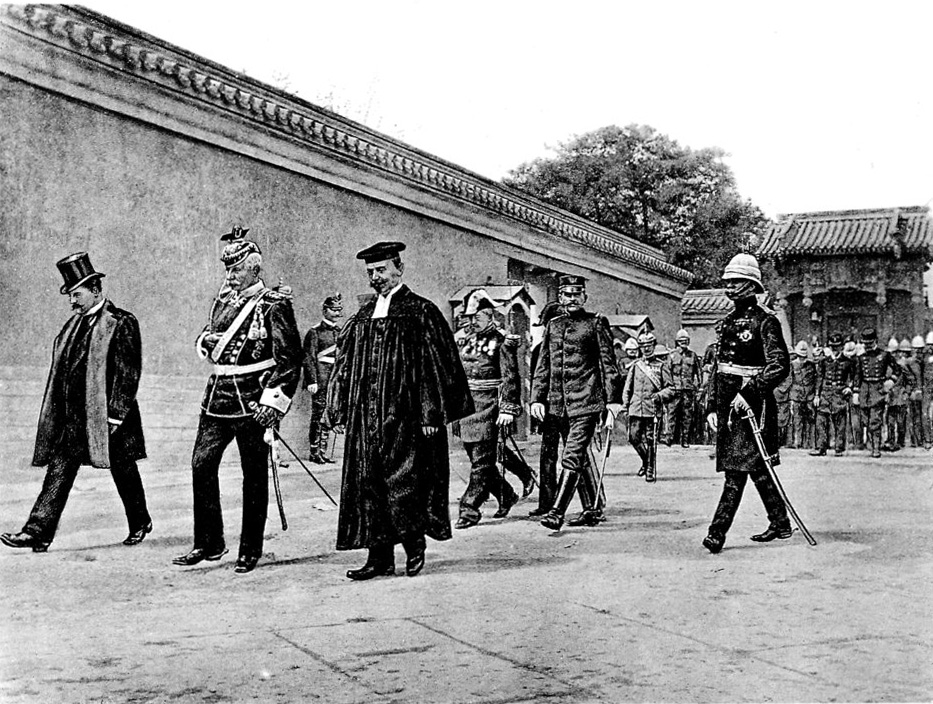
Beerdigung von Julius von Groß genannt von Schwarzhoff 1901

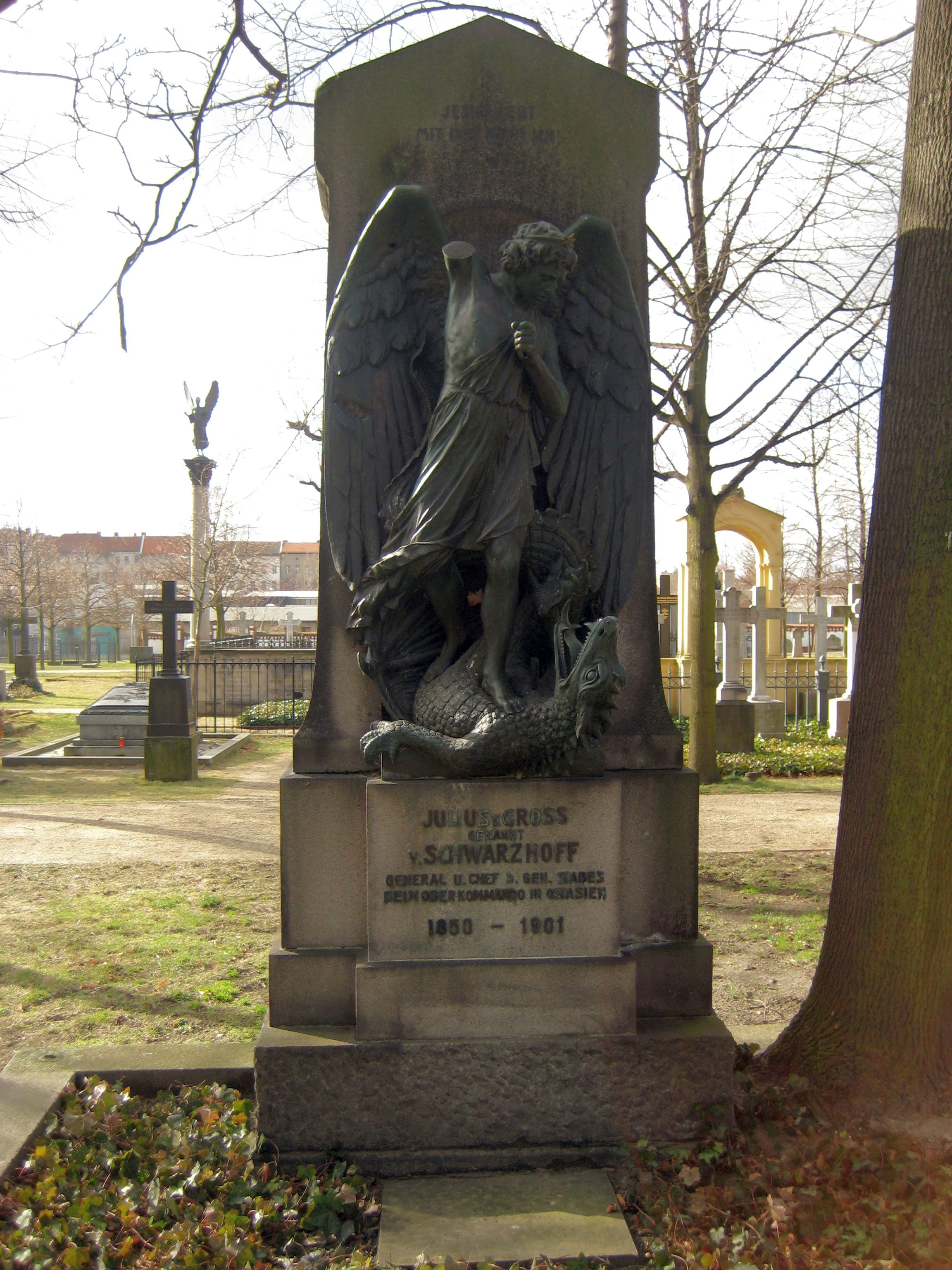
Grabdenkmal auf dem Invalidenfriedhof in Berlin

Von 1885 bis 1887 war Groß an die Botschaft in Paris kommandiert und als militärischer Berater des Botschafters des Deutschen Reiches Georg Herbert zu Münster bei den Beratungen zur Haager Friedenskonferenz tätig. Sein Einfluss, die er dort bei den Verhandlungen entfaltete, war bedeutend, da er imstande war, als Soldat sowohl wie auch als Politiker die zu behandelnden Fragen nach allen Seiten hin treffend zu beleuchten. So haben seine Ausführungen, durch die er in französischer Sprache der Versammlung in überzeugender Weise seine Auffassungen über die Abrüstungsfrage klarlegte, am meisten dazu beigetragen, dass diese endgültig abgelehnt wurde. Sehr beachtenswert waren auch seine Vorschläge zum Ausbau der Genfer Konvention, die er dort machte. Für seine Tätigkeit verlieh ihm die Juristische Fakultät der Universität Königsberg die Ehrendoktorwürde. Unter Entbindung von seinem Kommando wurde Groß am 22. Oktober 1887 als Kompaniechef in das 5. Rheinische Infanterie-Regiment Nr. 65 nach Köln versetzt. Mit der Beförderung zum Major erfolgte am 13. November 1888 die Überweisung zum Großen Generalstab unter Rückversetzung in den Generalstab der Armee. Nach verschiedenen Generalstabsverwendungen war Groß als Oberst vom 20. Juli 1897 bis zum 17. April 1900 Kommandeur des Infanterie-Regiments „Großherzog von Sachsen“ (5. Thüringisches) Nr. 94. Anschließend wurde er unter Beförderung zum Generalmajor als Kommandeur der 33. Infanterie-Brigade nach Altona versetzt.
Anlässlich der Niederschlagung des Boxeraufstandes erhielt Groß am 9. Juli 1900 das Kommando über die 1. Ostasiatische Infanterie-Brigade und wurde kurz darauf am 12. August 1900 zum Chef des Generalstabes des Ostasiatischen Expeditionskorps ernannt. Seine Position im fernen Osten war eine sehr schwierige. Er verstand es jedoch in erstaunlicher Weise trotz aller dort so vielfach auseinander gehenden Bestrebungen die Verbündeten immer wieder zu gemeinsamem Handeln zusammenzubringen. Groß kam am 16. April 1901 beim Brand des Winterpalastes in Peking, das als Hauptquartier des Armeeoberkommandos diente, ums Leben. Seine sterblichen Überreste wurden nach Deutschland überführt und auf dem Invalidenfriedhof in Berlin beigesetzt.
Generalfeldmarschall von Waldersee sagte von ihm: „Durch das Vertrauen Seiner Majestät zum Chef des Generalstabes des Armee-Oberkommandos in Ostasien berufen, hat er seine schwierige Stellung durch seltene Pflichttreue, durch seinen klaren, alles umfassenden Verstand, hervorragende militärische und diplomatische Kenntnisse in glänzender Weise ausgefüllt, durch seine persönliche Liebenswürdigkeit und echte Kameradschaft die Liebe und das Vertrauen aller, die mit ihm in Berührung kamen, erworben. Das Armee-Oberkommando trauert mit der Armee um der Besten einen!“